# Gnetum parvifolium
Gnetum parvifolium — вид голонасінних рослин класу гнетоподібних.

## Поширення, екологія
Країни проживання: Китай (Фуцзянь, Гуандун, Гуансі, Гуйчжоу, Хайнань, Хунань, Цзянсі); Лаос; В'єтнам. Росте у вологих, тінистих тропічних і субтропічних лісах до 1000 м над рівнем моря. Був виявлений, частіше на піщаному ґрунті, а також уздовж потоків.

## Використання
Шар кори використовується, щоб зробити мотузки; насіння забезпечує маслом і їстівне, коли смажене.

## Загрози та охорона
Головною загрозою є втрата середовища проживання внаслідок збезлісення. Росте на деяких охоронних територіях.